# ボルナ病
ボルナ病（英: Borna disease）とはモノネガウイルス目(en)ボルナウイルス科オルトボルナウイルス属に属するボルナ病ウイルス感染を原因とするウマやヒツジの感染症。ボルナ病ウイルスはウマやヒツジのほかにウシ、ネコ、イヌなどに感染する。

## 概要
ウマの場合、急性型では数週間の潜伏期間の後に、微熱、知覚過敏、行動異常などを示し、痙攣、麻痺などに発展し、約80%が死亡する。病理学的には非化膿性脳炎を示し、小動脈周囲性に高度なリンパ球、マクロファージ、形質細胞浸潤が認められる。また、海馬における神経細胞の核内、まれに細胞質内に好塩基性封入体（Joest-Degen小体）が認められる。慢性型では特徴的な症状は示さず、病理学的所見は認められない。ワクチンおよび特異的な治療法はない。
野生動物や飼育動物では不顕感染している動物が存在していると報告されているが、感染している動物がどの様にして発症するのかは解明されていない。

## 疫学
ドイツなどでウマの病気として250年以上前から知られており、病名は騎兵隊のウマが度々発症したドイツの地名に由来する。20世紀に入り、ウイルスが原因と判明。ボルナ病ウイルスがドイツなど中欧以外の動物からも検出された。日本国内でもウマ、ウシ、イヌ、ネコで年に数例見つかる。
ヒトの精神分裂病とボルナ病ウイルスの関連を示唆する研究がある。

## 関連文献
- 朝長啓造「ボルナウイルス」『ウイルス』第62巻第2号、日本ウィルス学会、2012年12月、209-218頁、ISSN 00426857、NAID 10031140220。